# Uwaysiyya
Uwaisiyya són els místics musulmans que busquen els ensenyaments en l'esperit d'un mort o d'una persona que està físicament absenta. El nom deriva de Uways al-Karani que vivia al segle vii (va morir el 657) que deia que es comunicava amb Mahoma per telepatia. Un segon uwaysita important fou Abu l-Hasan Ali ibn Ahmad al-Kharakani que visitava la tomba d'Abu Yazid al-Bistami i pretenia ser instruït per aquest o de vegades directament de déu.